# Serranos (ort)
Serranos är en ort i Brasilien.   Den ligger i kommunen Serranos och delstaten Minas Gerais, i den sydöstra delen av landet, 800 km sydost om huvudstaden Brasília. Serranos ligger 1 021 meter över havet och antalet invånare är 1 996.
Terrängen runt Serranos är kuperad söderut, men norrut är den platt. Runt Serranos är det glesbefolkat, med 15 invånare per kvadratkilometer.. Serranos är det största samhället i trakten.
Omgivningarna runt Serranos är huvudsakligen savann.